# 三宅俊一郎
三宅 俊一郎（みやけ しゅんいちろう、大正2年（1913年）6月17日 - 没年不明）は、日本の内科小児科医。三宅家の9代目。

## 経歴
鳥取県境港市外江町出身。亨の長男。
岡山医科大卒。岡山医大附属病院、米子博愛病院勤務。昭和21年（1946年）外江町で開業する。
趣味は囲碁、スポーツ。

## 系譜
三宅家（鳥取県境港市外江町）
境港市外江町の三宅家は、外江にあって当主俊一郎で9代目にあたるという古い医家系である。しかしその5代までは、重なる火災にあって資料を全くなくして、その姓名さえ判らない。
6代目を三折といい、元治元年（1864年）12月7日没の墓碑が残されていて、同家の最も古い資料である。
7代・謙貞は、三折の子として天保2年（1831年）に生まれ、父について嘉永5年（1852年）3月より文久3年（1863年）5月まで12年間漢方医術内科外科を学んだ。翌元治元年正月より外江村で内科外科を開業した。また漢学その他の学問もよくしたとみえ、安政6年（1859年）より明治5年（1872年）まで14年間医業の傍ら寺子屋を開いて近在の子弟を教育した（鳥取県教育史）。外江小学校が設立されるやその初代校長を勤めたという。また近隣の弓浜の医師たちからも信望があり、会見郡乙部医師組合の設立につとめ、弓浜医学会の幹事もしていた。大正3年（1914年）83歳で没している。
8代・亨は明治10年（1877年）外江に生まれ、上京して済生学舎に学び、明治36年（1903年）医術開業試験に合格した。翌年日露戦争に従軍し、帰国後群馬県桐生市で一時内科医院を開業していたが、明治43年（1910年）外江に帰って跡をついで開業した。
```
　
三折━━謙貞━━亨━━俊一郎

```